# Tier One
Tier One – nazwa pierwszego, prywatnego programu kosmicznego firmy Scaled Composites. Stworzył go Burt Rutan.
W programie wykorzystano samolot White Knight i pojazd kosmiczny SpaceShipOne. White Knight wynosił statek na wysokość 15 km, po czym oba pojazdy się rozłączały. SpaceShipOne włączał silnik rakietowy, dzięki czemu osiągał wysokość ponad 100 km. Po zakończeniu tego manewru statek wracał na lotnisko. W skład załogi SpaceShipOne wchodził jeden pilot. Dzięki sukcesowi programu firma Scaled Composites zdobyła nagrodę Ansari X PRIZE.

## Tabela lotów
| Lot  | Data                 | Prędkość maksymalna | Maksymalny pułap | Czas trwania | Pilot         | Uwagi                                         |
| ---- | -------------------- | ------------------- | ---------------- | ------------ | ------------- | --------------------------------------------- |
| 01C  | 20 maja 2003         |                     |                  | 1 h 48 min   | bezzałogowy   | Pierwszy lot w programie                      |
| 02C  | 29 lipca 2003        |                     |                  | 2 h 06 min   | Mike Melvill  | Pierwszy lot załogowy                         |
| 03G  | 7 sierpnia 2003      |                     |                  | 0 h 19 min   | Mike Melvill  |                                               |
| 04GC | 27 sierpnia 2003     |                     |                  | 1 h 06 min   | Mike Melvill  |                                               |
| 05G  | 27 sierpnia 2003     |                     |                  | 10 min 30 s  | Mike Melvill  |                                               |
| 06G  | 23 września 2003     |                     |                  | 12 min 15 s  | Mike Melvill  |                                               |
| 07G  | 17 października 2003 |                     |                  | 17 min 49 s  | Mike Melvill  |                                               |
| 08G  | 14 listopada 2003    |                     |                  | 19 min 55 s  | Peter Siebold |                                               |
| 09G  | 19 listopada 2003    |                     |                  | 12 min 25 s  | Mike Melvill  |                                               |
| 10G  | 4 grudnia 2003       |                     |                  | 13 min 14 s  | Brian Binnie  |                                               |
| 11P  | 17 grudnia 2003      | 1,2 Ma              | 20,7 km          | 18 min 10 s  | Brian Binnie  | Lot szybszy niż prędkość dźwięku              |
| 12G  | 11 marca 2004        |                     |                  | 18 min 30 s  | Peter Siebold |                                               |
| 13P  | 8 kwietnia 2004      | 1,6 Ma              | 32,0 km          | 16 min 27 s  | Peter Siebold |                                               |
| 14P  | 13 maja 2004         | 2,5 Ma              | 64,3 km          | 20 min 44 s  | Mike Melvill  |                                               |
| 15P  | 21 czerwca 2004      | 2,9 Ma              | 100,1 km         | 24 min 05 s  | Mike Melvill  | Pierwszy lot powyżej granicy kosmosu.         |
| 16P  | 29 września 2004     | 2,92 Ma             | 102,9 km         | 24 min 11 s  | Mike Melvill  | Pierwszy lot w ramach X-Prize.                |
| 17P  | 4 października 2004  | 3,09 Ma             | 112,0 km         | 23 min 56 s  | Brian Binnie  | Drugi lot w ramach X-Prize, zdobycie nagrody. |